# 熱雑音
熱雑音（ねつざつおん、英: thermal noise）は、抵抗体内の自由電子の不規則な熱振動（ブラウン運動）によって生じる雑音のことをいう。1927年にこの現象を発見した二人のベル研究所の研究者ジョン・バートランド・ジョンソン及びハリー・ナイキストの名前からジョンソン・ノイズまたはジョンソン-ナイキスト・ノイズとも呼ばれる。
抵抗体内で発生する雑音の電圧Vn [V]、電流In [A]は次式で与えられる。
{\displaystyle V_{\mathrm {n} }={\sqrt {4k_{\mathrm {B} }TR\Delta f}}}
{\displaystyle I_{\mathrm {n} }={\sqrt {4k_{\mathrm {B} }T\Delta f \over R}}}
ここでk B はボルツマン定数[JK−1]、T は導体の温度[K]、Δf は帯域幅[Hz]、R は抵抗値[Ω]である。
従ってノイズの大きさPn [W]は次式で与えられる。
{\displaystyle P_{\mathrm {n} }=V_{\mathrm {n} }I_{\mathrm {n} }=4k_{\rm {B}}T\Delta f}
また、雑音元(信号元)から回路に入力される雑音電力を入力雑音電力と言い、電気通信分野での増幅器雑音計算には専らこちらが使用される。入力雑音電力N i [W]は次式で与えられる。
{\displaystyle N_{\mathrm {i} }=k_{\mathrm {B} }T\Delta f}
入力雑音電力がこの数式で与えられるのは、雑音元を、起電力が上記の{\displaystyle V_{\rm {n}}}、内部抵抗が{\displaystyle R}の電源と考え、負荷につないだときに負荷で消費される電力として計算するからである。入力された電力を、反射することなく負荷で完全に消費するには、負荷のインピーダンスが{\displaystyle R}である必要があり、その結果として上記の入力雑音電力{\displaystyle N_{\mathrm {i} }}が導出される。
ノイズの大きさは温度で決まる。室温（300[K]）のノイズ（入力雑音電力）の大きさP をデシベル単位(dBm)で表すと
{\displaystyle P=-174+10\log(\Delta f)}
である。
熱雑音が問題になるような領域は極めて小さい信号を扱う場合で、そのような場合は、増幅器を極低温まで冷却して極限まで雑音性能を高めることなどがされる。
熱雑音が有効活用される例として、コンピュータの乱数発生器に熱雑音を用いる物がある。